# Ягодинска пещера
Ягодинската пещера е пещера в Родопите, България. Наречена е на намиращото се в близост село Ягодина.

## Местонахождение
Ягодинска пещера отстои на 20 км южно от град Девин и на 3 км югозападно от село Ягодина. Разположена е на десния бряг на Буйновска река, която е оформила и най-дългото ждрело в България – Буйновското ждрело с дължина 7 километра. До пещерата се стига по шосето Девин-Доспат, като се завива вляво при стената на язовир „Тешел“. Поради това, че пътят от Тешел до пещерата е еднолентов и над 35 местни автобуси не могат да се придвижат, се предлагат маршрутни превози. Пред пещерата има паркинг и ресторант.

## Размери
Ягодинската пещера е дълга 10 км и е разположена на три етажа, от които само третият (най-нисък) е облагороден и електрифициран. За туристите в него е изградена 1100-метрова пътека. Входът и изходът към този етаж са изкуствено прокопани тунели с дължина съответно 150 и 80 м. Общата денивелация на пещерата е 36 м.
Естественият вход на пещерата води към първия ѝ етаж, където е открито древно жилище, обитавано около IV хилядолетие пр. Хр. Находките говорят, че то е било дом на умели майстори-грънчари. Глината е добивана от вътрешността на пещерата и от коритото на Буйновска река. Съдовете са били изпичани в глинени пещи. Обитателите са принудени да напуснат своя дом след срутване, причинено от земетресение.
Пещерата е уникална със своите безброй сталактити, сталагмити, сталактони, „завеси“, „леопардови кожи“ (различно оцветени скални слоеве), пещерни перли. Тя има постоянна температура от 6 °C и влажност 92%.
Някои от вътрешните ѝ оформления напомнят за Дядо Коледа, Снежанка и седемте джуджета, Богородица и Младенеца, Пижо и Пенда, форми на животни и фантастични фигури.
Тук на 31 декември срещу 1 януари, край елха, която остава свежа няколко години, спелеолози честват Нова година. В същата зала са се състояли 200 сватби.

## Фосилна летопис
През 1993 г. при малък сондаж край входа на пещерата проф. Златозар Боев е намерил костни останки на три вида птици – изчезналия от страната тетрев, както и глухар и обикновен мишелов

## Прилепи
Поради огромната обща дължина на подземните галерии в Ягодинската пещера тя е сред важните места за опазването на популациите от прилепи в региона.
През различните сезони в пещерата са регистрирани общо 11 вида:
1. Голям подковонос (Rhinolophus ferrumequinum)
2. Малък подковонос (Rhinolophus hipposideros)
3. Дългоух прилеп (Myotis bechsteinii)
4. Трицветен нощник (Myotis emarginatus)
5. Остроух нощник (Myotis blythii)
6. Голям нощник (Myotis myotis)
7. Полунощен прилеп (Eptesicus serotinus)
8. Воден нощник (Myotis daubentonii)
9. Мустакат нощник (Myotis mystacinus)
10. Кафяв дългоух прилеп (Plecotus auritus)
11. Сив дългоух прилеп (Plecotus austriacus)

Шест от срещащите се в района на Ягодинската пещера видове са сред приоритетните за опазване за цяла Европа – големият и малкият подковоноси, както и четири вида нощник: големият, остроухият, дългоухият и трицветният. През летните месеци най-значим за прилепите е естественият вход на пещерата. В периода 15 август до 30 септември пещерата е важно място за есенно струпване. По това време около входа, всяка вечер се струпват множество мъжки и женски екземпляри от около 9 – 10 вида прилепи. В пещерата зимуват основно големия и малкия подковонос, рядко и други видове.

## Туризъм
- Ягодинската пещера е сред Стоте национални туристически обекта на Български туристически съюз под номер 89 има печат.
- Пещерата работи целогодишно с работно време от 9 до 17 ч. Влизането става на всеки час, последното влизане е в 16:15 ч. През зимата древното жилище не работи.
- В този район има над 200 пещери. 18 от тях са били открити през 2000 г. при традиционната експедиция на спелеолозите.